# 랑고바르드 왕국
랑고바르드 왕국(568년~774년)은 스칸디나비아에서 남하한 게르만계 랑고바르드족이 도나우강에 정착한 이후 6세기 말 알보이누스의 명령 아래 동로마 제국령 이탈리아를 침공하여 북이탈리아를 빼앗고 세운 왕국이다. 774년 프랑크 왕국에게 멸망하기 전까지 존속하였으며, 수도는 파비아였다.

## 역사
568년 랑고바르드족 부족장인 알보이누스가 아드리아해 상류 지역을 거쳐 동로마 제국령 이탈리아를 침공하였다. 이들은 파비아를 중심으로 랑고바르드 평원에 정착했다.
동로마 제국 세력이 이슬람 등 주변 세력의 위협을 받아 이탈리아 반도에 대한 군사 행동을 단행할 가능성이 줄어들자 팽창을 거듭해 베네치아, 롬바르디아, 사부아 지방을 차지해 랑고바르드 왕국을 건설했다.
랑고바르드 왕국의 두 공은 남쪽으로 원정에 착수해 스폴레토, 베네벤토 지방을 차지해 대공국을 세웠다. 두 공들은 자신들 지역에서 거의 왕처럼 독립적으로 통치하면서, 714년까지 파비아에 거점을 둔 랑고바르드 왕과 여러 공들 사이에 치열한 권력 투쟁을 벌였다. 이로써 랑고바르드 세력은 이탈리아 반도 전역에 영향을 끼쳤다.
593년 랑고바르드족은 아필룰프 왕의 지휘 아래 로마 시를 포위하고 심각한 위기로 몰아넣었으나, 교황 그레고리오 1세의 중재로 후퇴했다.
680년 랑고바르드의 페르크타리트 왕이 동로마 제국의 황제 콘스탄티노스 4세와 조약을 체결함으로써 랑고바르드 왕국을 공식적으로 인정받았다.
698년 랑고바르드족은 파비아 교회회의에서 가톨릭으로 개종한다고 공식적으로 선언했다.
717년 베네벤토의 로무알트 공은 로마 공국에 속해 있는 쿠마이 성을 점령했다. 그러나 교황 그레고리오 2세가 나폴리 주민들로 구성된 병사들에게 비밀리에 군사 행동 지침을 내려 이 성을 무력으로 탈환하자, 70 파운드의 금을 지불받고 교황에게 그 성을 넘겼다.
[727년~728년 랑고바르드 왕 리우프란트는 로마 근교에 있는 수트리 성을 점령했다. 그러나 교황 그레고리오 2세의 설득에 따라 보상금을 받고 이를 교황에게 넘겼다.
739년] 스폴레토의 트라사문트 공은 로마 공국으로부터 갈레세 요새를 빼앗으려고 공격했으나 교황 그레고리오 3세의 지휘를 받은 로마 시민군의 저항을 받자, 거액의 돈을 받고 공격을 중지했다. 이를 계기로 스폴레토 공과 교황의 동맹 관계가 형성됐다. 또 베네벤토 공국도 교황과 우호 관계를 맺었다.
같은 해 랑고바르드 왕 리우트프란트는 교황과 두 공국의 동맹을 응징하려고 군사를 일으켰다. 왕은 스폴레토 공국을 침략하는 과정에서 먼저 로마 공국 주변의 네 개 성을 빼앗고 로마 시를 압박했다. 그레고리오 3세의 뒤를 이은 교황 자카리아는 왕의 막강한 군사력 앞에서 스폴레토 공이 무력하다는 것을 알아차리고, 로마 군대에게 리우트프란트 왕을 돕도록 명했다. 이에 힘입어 리우트프란트 왕은 스폴레토 공을 타도하는 데 성공했다.
742년 리우트프란트는 자신을 찾아온 교황 자카리아를 만나서 테르니 평화 조약을 체결한 후 점령했던 네 개 성을 돌려 주고, 20년간 로마 공국을 침략하지 않겠다는 약속을 받아냈다.
743년 리우트프란트는 무방비 상태인 라벤나 총독 관구를 공격했다. 교황 자카리아는 동로마 제국 황제를 대리해 협상에 나서자 왕은 빼앗은 영토 대부분을 돌려주었다.
749년 리우트프란트의 계승자인 라트키스 왕은 군대를 이끌고 펜타폴리스 공국을 공격했으나, 자카리아의 설득을 받아 물러났다.
751년 라트키스 왕의 계승자인 아이스툴프 왕(재위 749년~756년)은 라벤나를 공격해 동로마 제국의 세력 근거지를 점령했다. 이로써 파비아의 랑고바르드 왕국과 중부와 남부에 있는 두 랑고바르드 공국을 축으로 이탈리아의 정치적 재통일 가능성이 임박했다. 로마 시와 로마 공국이 랑고바르드족에 포위되어 고립되었다.
752년 봄 아이스툴프는 로마 공국을 침략했다. 그러나 교황 스테파노 2세(752년~757년)가 목숨을 걸고 찾아오자 아이스툴프는 40년간 평화 조약을 체결했다. 불안에 빠진 스테파노 2세는 황제 콘스탄티노스 5세에게 군사적 도움을 호소했다. 그러나 당시 황제는 움마야드 칼리프가 전복(750년)된 것을 계기로 소아시아 동부의 실지 회복에 전념하느라 이탈리아로 군사를 뺄 여력이 없었다. 교황의 군사 원조 요청을 알아차린 아이스툴프는 교황에게 조약 위반을 경고한 후 로마 공격 준비에 들어갔다.
754년 초 스테파노 2세는 수행원 몇 명과 함께 목숨을 걸고 비밀리에 랑고바르드 왕국의 변경을 통과해 프랑크 왕국의 왕 피핀의 궁궐을 방문했다. 교황은 피핀에게 서로마 교회를 구해 줄 것을 호소했고, 피핀은 이를 수락했다. 피핀은 곧바로 정벌에 나서 랑고바르드 왕국의 알프스 지방 영토를 빼앗았다.
759년 베네벤토, 스폴레토 공국이 교황 스테파노 3세와 짜고 랑고바르드 왕국에서 이탈해 프랑크 왕 피피누스 3세 브레비스에게 가담하자, 아이스톨프의 뒤를 이은 데시데리우스는 군대를 일으켜 베네벤토의 반란을 쳐부쉈다.
767년 교황 바오로 1세가 죽었을 때 데시데리우스는 성 비투스 수도원에서 필리프라는 사제를 데려다 768년 7월 31일 교황으로 세웠다. 그러나 대립교황 필리프는 아무한테도 지지받지 못했다. 필리프는 수도원으로 낙향한 뒤 행적을 알 수 없다.
768년 데시데리우스의 딸 데시데라타와 피피누스 3세의 아들 카롤루스 1세 사이에 혼담이 오갔다. 그러나 교황 스테파노 3세가 결혼을 반대하자, 데시데리우스는 스테파노 2세와 맺었던 영토 반환 약속을 파기했다.
770년 데시데라타는 카롤루스와 결혼했으나, 결국 1년 만에 소박을 맞았다. 같은 해, 카롤루스의 동생 카를로마누스 1세가 죽고 그 미망인 게르베르가가 데시데리우스에게 의탁했다. 데시데리우스는 데시데라타의 이혼에 대한 보복으로 게르베르가의 아들들이 프랑크족의 정당한 왕위 계승자라고 주장했다. 그 직후, 그는 카롤루스 1세와 짜고 랑고바르드 왕국을 대적하려 했던 교황 하드리아노 1세를 공격하고 펜타폴리스를 침공했다.
773년 카롤루스 대제가 알프스산맥을 넘어 침공해 왔다. 랑고바르드족은 모르타라에서 크게 패한 후 수도 티키눔(오늘날의 파비아)까지 몰렸다. 데시데리우스의 아들 아델키스는 베로나에서 군대를 모집했으나, 카롤루스가 진군해 오자 아드리아해를 건너 동로마 제국으로 도망쳤다.
774년 6월 데시데리우스는 병사들과 신하들의 목숨을 보존해 주는 것을 대가로 성문을 열고 항복했다. 데시데리우스는 코르비 수도원으로 은거해 거기서 죽었다. 데시데리우스의 아들 아델키스는 이후 왕위를 되찾기 위해 노력하면서 여생을 보냈다.

## 기타
랑고바르드 왕국이 프랑크 왕국에 흡수된 뒤에도 랑고바르드 또는 롬바르드(롬바르디아)라는 명칭은 962년까지 사용되었다. 962년 오토 1세가 신성 로마 황제를 받은 뒤 이탈리아의 통치자는 로마 왕 또는 이탈리아의 왕으로 칭해졌다.

## 국왕
- 알보이누스 (568년–572년)
- 클레프(572년–574년)

10년간의 공백기
- 아우타리 (584년–590년)
- 아길룰푸흐 (591년–616년경)
- 아달오알두스 (616년경-626년경)몬차 대성당안에 보관되어 있는 랑고바르드의 철제 왕관
- 아리오알두스 (626년경–636년)
- 로타리 (636년–652년)
- 로도알두스 (652년–653년)

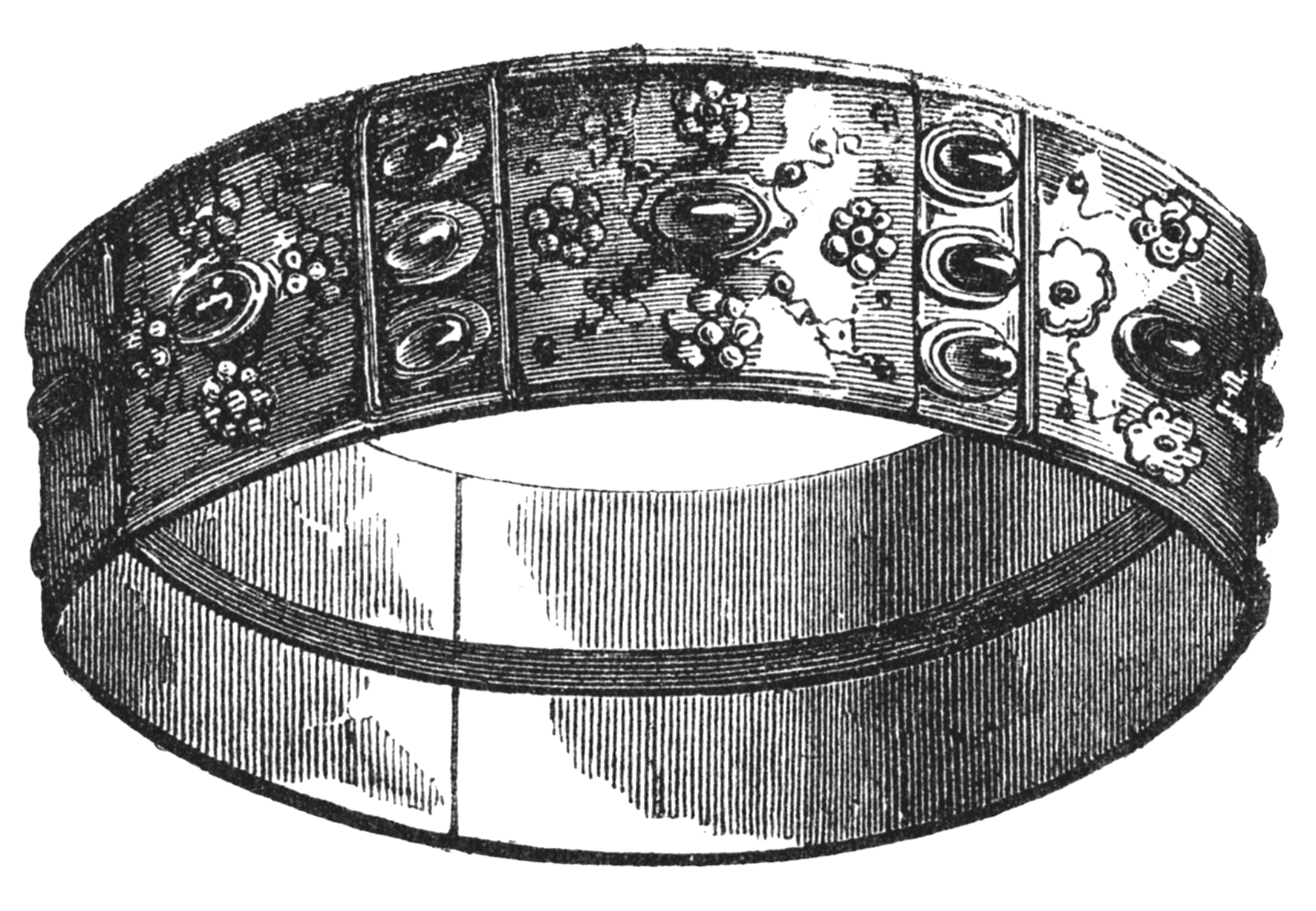
몬차 대성당안에 보관되어 있는 랑고바르드의 철제 왕관

- 아리페르투스 1세 (653년–661년)
- 베르타리두스와 고데페르투스 (661년–662년)
- 그리모알두스 (662년–671년)
- 베르타리두스 (671년–688년), 추방에서 돌아와 복위
- 알라히스 (688년–689년), 반란
- 쿠니페르투스 (688년–700년)
- 리우트페르투스 (700년–701년)
- 라긴페르투스 (701년)
- 아리페르투스 2세 (701년–712년)
- 안스프란두스 (712년)
- 리우트프란두스 (712년–744년), 복위
- 힐데프란두스 (744년)
- 라트키스 (744년–749])
- 아이스툴푸스(749년–756년)
- 데시데리우스 (756년–774년)